# Siegfried Heinrich Aronhold
Siegfried Heinrich Aronhold   (Węgorzewo, 16 de juliol de 1819 - Berlín, 13 de març de 1884) va ser un matemàtic alemany.

## Vida i Obra
Aronhold va néixer en una família de comerciants jueus. El 1841 va ingressar a la Universitat de Königsberg, però quan el professor Jacobi la va deixar per anar a Berlín, Aronhold també s'hi va traslladar. Tot i així va obtenir el seu doctorat el 1851 a Königsberg pel seu tractat Über ein neues algebraisches Prinzip.
A partir de 1851 va donar classes a l'Acadèmia d'Arquitectura de Berlín, de la que va esdevenir professor titular el 1863. També va ser professor d'altres escoles tècniques de Berlín.
Aronhold va treballar, sobre tot, en la teoria dels invariants sobre la qual va escriure un tractat el 1863: Über eine fundamentale Begründung der Invariantentheorie.
També són remarcables els seus treballs sobre les corbes planes.